# DB Privat- und Firmenkundenbank
Die DB Privat- und Firmenkundenbank AG (DB PFK) war eine hundertprozentige Tochtergesellschaft der Deutsche Bank AG und wickelte in Deutschland das Filialgeschäft unter den Marken Deutsche Bank und Postbank sowie die Niederlassung DSL Bank ab. Am 15. Mai 2020 wurde die Verschmelzung auf die Muttergesellschaft im Handelsregister eingetragen.

## Geschichte

### Bank 24 (1995–1999)
Ab 17. September 1995 bot die Bank 24 Aktiengesellschaft, gestartet als Direktbanktochter der Deutschen Bank mit Bankleitzahl 380 707 24 und BIC DEUTDEDB, Dienstleistungen zu einer eingeschränkten Produktpalette per Telefon und Internet an. Zunächst lag der Sitz in Bonn, ab 1999 in Frankfurt am Main. Auch wenn sich das Direktgeschäft besser entwickelte als erwartet, sah die Strategie der Bank Ende der 1990er Jahre eine Fokussierung auf das Vermögens-, Unternehmens- und Investmentgeschäft vor, insbesondere, da das Filialgeschäft als zu wenig ertragreich angesehen wurde.

### Deutsche Bank 24 (1999–2002)
Am 1. September 1999 gliederte die Deutsche Bank AG den Privatkunden- und Filialbereich aus und überführte ihn in die Bank 24, die gleichzeitig in Deutsche Bank 24 Aktiengesellschaft umfirmiert wurde und nun 6,8 Millionen Kunden betreute. Während die vermögenden Privatkunden von der Ausgliederung ausgenommen waren, wurden die Filialen in Deutsche Bank 24 umgezeichnet. Neben der Möglichkeit, die neue Gesellschaft an der Börse teilweise oder komplett zu veräußern, suchte man einen Partner und glaubte, diesen in der Dresdner Bank gefunden zu haben, die eine ähnliche Strategie verfolgte. Die Fusion kam jedoch letztendlich nicht zustande. Erster Vorstandssprecher der DB24 war Herbert Walter, als späterer Vorstandsvorsitzender der Dresdner Bank an den Fusionsplänen beider Institute beteiligt. Nachdem Josef Ackermann seit Mai 2002 den Vorstand der Konzernmutter geführt hatte, kam es zu einem Strategiewechsel, da sich der Privatkundenbereich inzwischen zu einem lukrativen Geschäftsfeld entwickelt hatte.

### Deutsche Bank Privat- und Geschäftskunden (2002–2018)
Um den Geschäftskundenbereich erweitert, firmierte die DB24 ab 1. Oktober 2002 als Deutsche Bank Privat- und Geschäftskunden Aktiengesellschaft, unter deren Dach auch das Private Banking sowie der Online-Broker maxblue zusammengeführt wurden. Seit diesem Zeitpunkt hat das Unternehmen einen Beherrschungs- und Gewinnabführungsvertrag mit der Konzernmutter abgeschlossen.
Die Deutsche Bank Privat- und Geschäftskunden führte keine Auslandsfilialen oder -töchter. Die Aktivitäten im Geschäftsfeld Privat- und Geschäftskunden im Ausland werden über (Auslands-)Filialen oder Tochtergesellschaften der Deutschen Bank abgewickelt.
Am 25. Mai 2018 wurde die Deutsche Postbank AG auf die Deutsche Bank Privat- und Geschäftskunden AG verschmolzen.

### DB Privat- und Firmenkundenbank (2018–2020)
Direkt nach der Verschmelzung mit der Deutschen Postbank AG wurde die Gesellschaft umfirmiert in DB Privat- und Firmenkundenbank AG. DSL Bank und Postbank sind seit 25. Mai 2018 rechtlich Zweigniederlassungen und Marken der DB Privat- und Firmenkundenbank. Zum 1. Juli 2019 startete die DB Privat- und Firmenkundenbank ein weiteres Angebot, Fyrst (Eigenschreibweise FYRST), mit Girokonten für freie Berufe und Selbstständige.
Am 15. Mai 2020 wurde die Verschmelzung auf die Deutsche Bank AG im Handelsregister eingetragen. Mit der Verschmelzung sind insbesondere Kosteneinsparungen beabsichtigt.

## Struktur
Die DB Privat- und Firmenkundenbank AG mit Sitz in Frankfurt am Main bildete einen Teilkonzern des Deutsche-Bank-Konzerns und unterhielt folgende Zweigniederlassungen:
- Postbank – eine Niederlassung der DB Privat- und Firmenkundenbank AG, Bonn,
- DSL Bank – eine Niederlassung der DB Privat- und Firmenkundenbank AG, Bonn,
- Postbank Luxemburg – eine Niederlassung der DB Privat- und Firmenkundenbank AG, Munsbach,  Luxemburg

Die BHW Bausparkasse AG mit Sitz in Hameln war eine wesentliche Tochtergesellschaft der DB PFK AG.

## Führung
Vorstandssprecher
- 1995–1999: Thomas Becker
- 1999–2003: Herbert Walter
- 2003–2011: Rainer Neske
- 2011–2015: Thomas Rodermann
- 2013–2015: Wilhelm Freiherr Haller von Hallerstein
- 2015–2018: Stefan Bender

Vorstandsvorsitzende
- 2018–2019: Frank Strauß[10]
- 2019: Alexander Ilgen (Interim)
- 2020: Manfred Knof[11]